# Sent Victor de la Còsta
Sent Victor de la Còsta (en francès Saint-Victor-la-Coste) és un municipi francès situat al departament del Gard i a la regió d'Occitània.